# بیلی مک کانل (ورزشکار)
بیلی مک کانل (انگلیسی: Billy McConnell؛ زادهٔ ۱۹ آوریل ۱۹۵۶) بازیکن هاکی روی چمن اهل بریتانیا است.